# Esther Schop
Pour les articles homonymes, voir Schop.
Esther Schop, née le 22 janvier 1990 à Alkmaar, est une joueuse internationale néerlandaise de handball, évoluant au poste de pivot.

## Biographie
En 2015, Esther Schop quitte les Pays-Bas et décide de rejoindre le Nantes Loire Atlantique Handball.
En 2018, à seulement 28 ans, elle décide de mettre fin à sa carrière de handballeuse, de retourner dans son pays, de se consacrer à sa famille et d’entamer une carrière dans le social.

## Palmarès

### En club
- championne des Pays-Bas en 2012, 2013, 2014 et 2015 (avec SV Dalfsen)